# Ville Vihola
Ville Vihola (ur. 1973) – fiński sztangista i strongman.
Mistrz Finlandii Strongman w 2009 r.
Wymiary:
- wzrost 183 cm
- waga 127 kg

## Osiągnięcia strongman
- 2007[2]
  - 6. miejsce – Mistrzostwa Finlandii Strongman
- 2008
  - 3. miejsce – Mistrzostwa Finlandii Strongman
- 2009
  - 7. miejsce – Liga Mistrzów Strongman 2009: Ideapark
  - 1. miejsce – Mistrzostwa Finlandii Strongman